# Nicole Fawcett

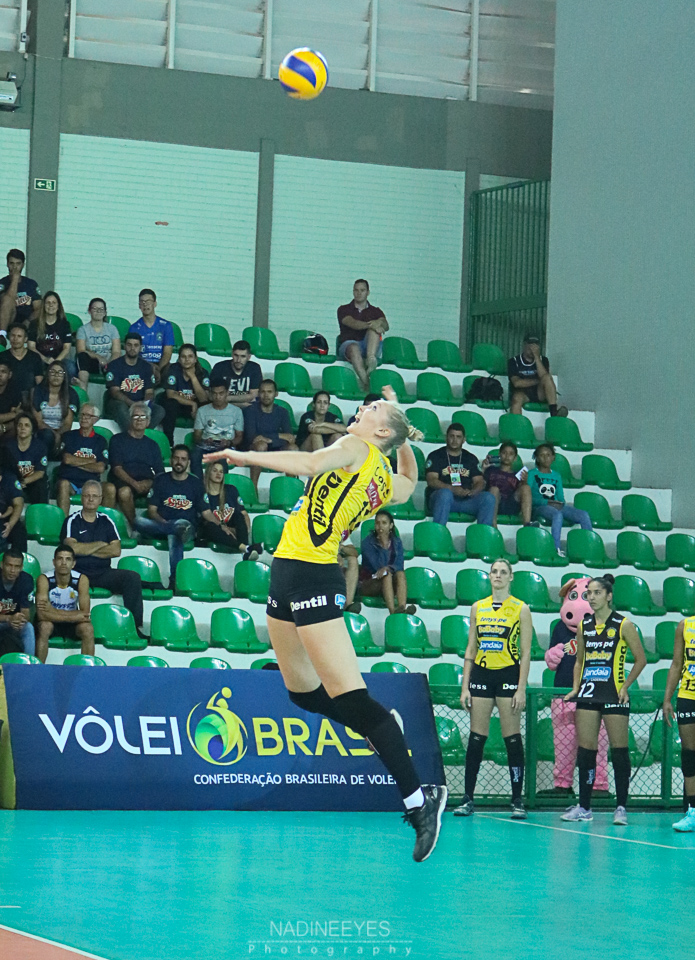
Nicole Fawcett podczas wykonywaniu zagrywki w drużynie Dentil/Praia Clube w sezonie 2017/2018

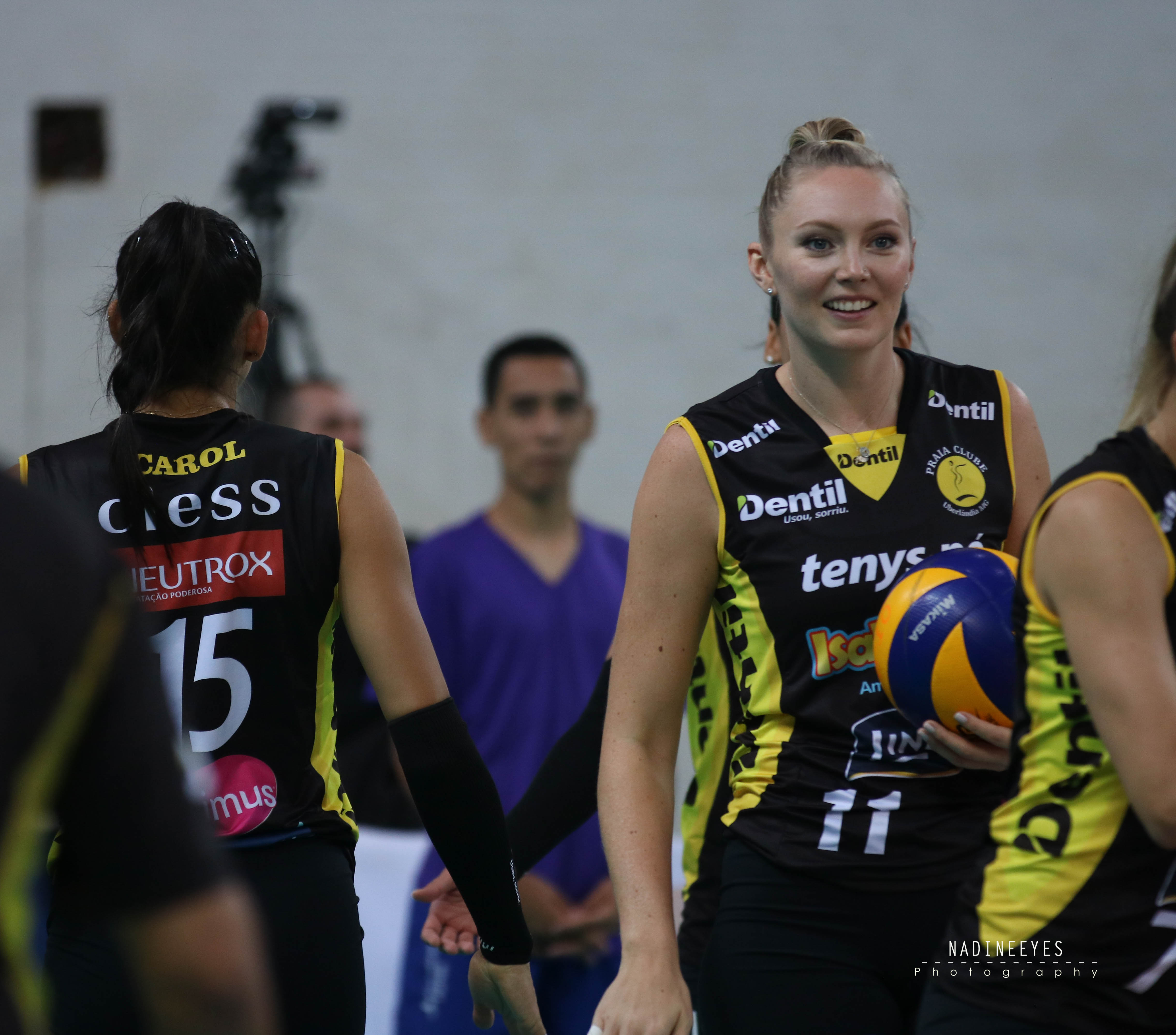
Nicole Fawcett zawodniczką Dentil/Praia Clube w sezonie 2018/2019

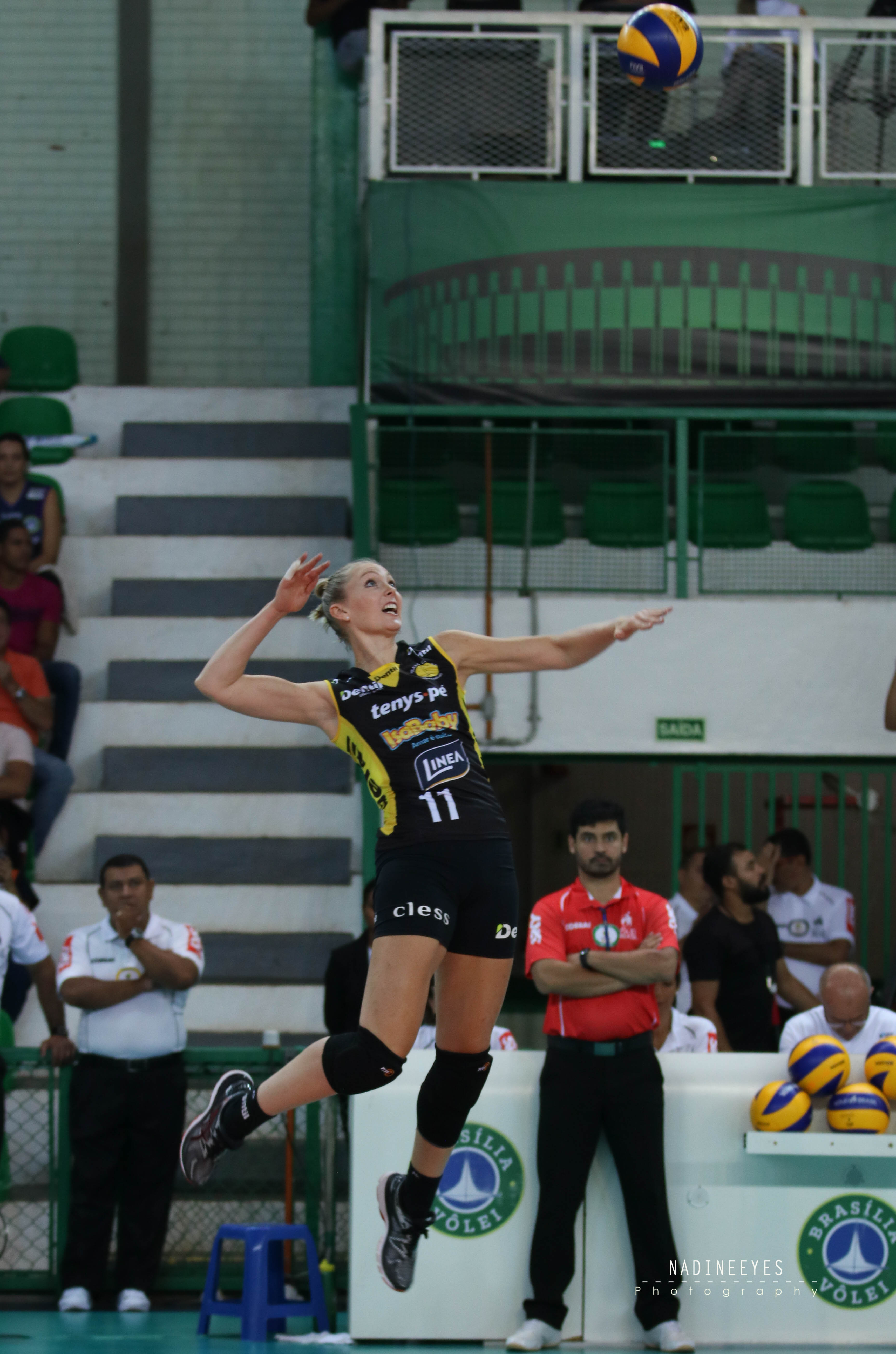
Nicole Fawcett podczas wykonywaniu ataku z lewego skrzydła w drużynie Dentil/Praia Clube w sezonie 2018/2019

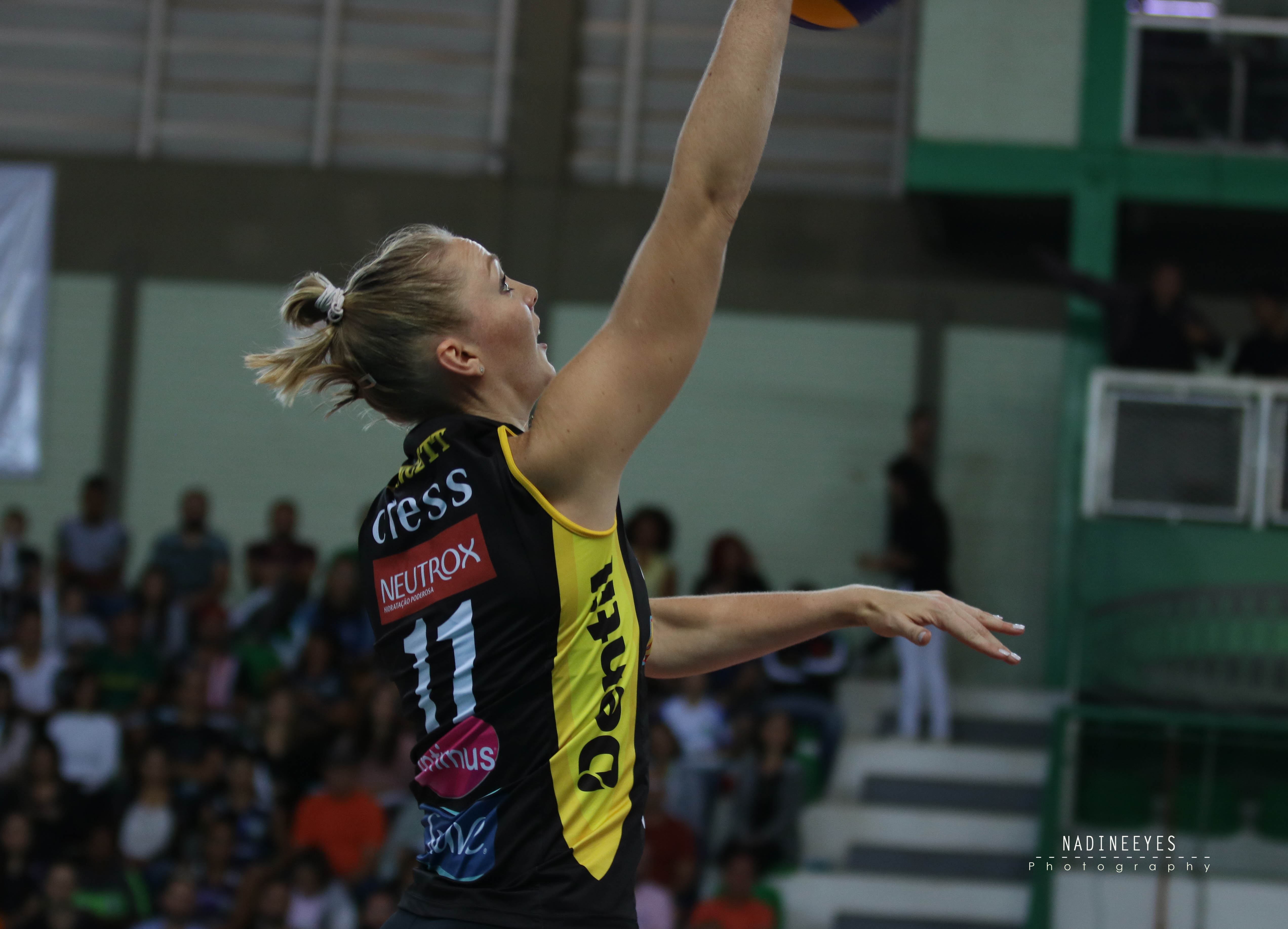
Nicole Fawcett podczas wykonywaniu ataku w drużynie Dentil/Praia Clube w sezonie 2018/2019

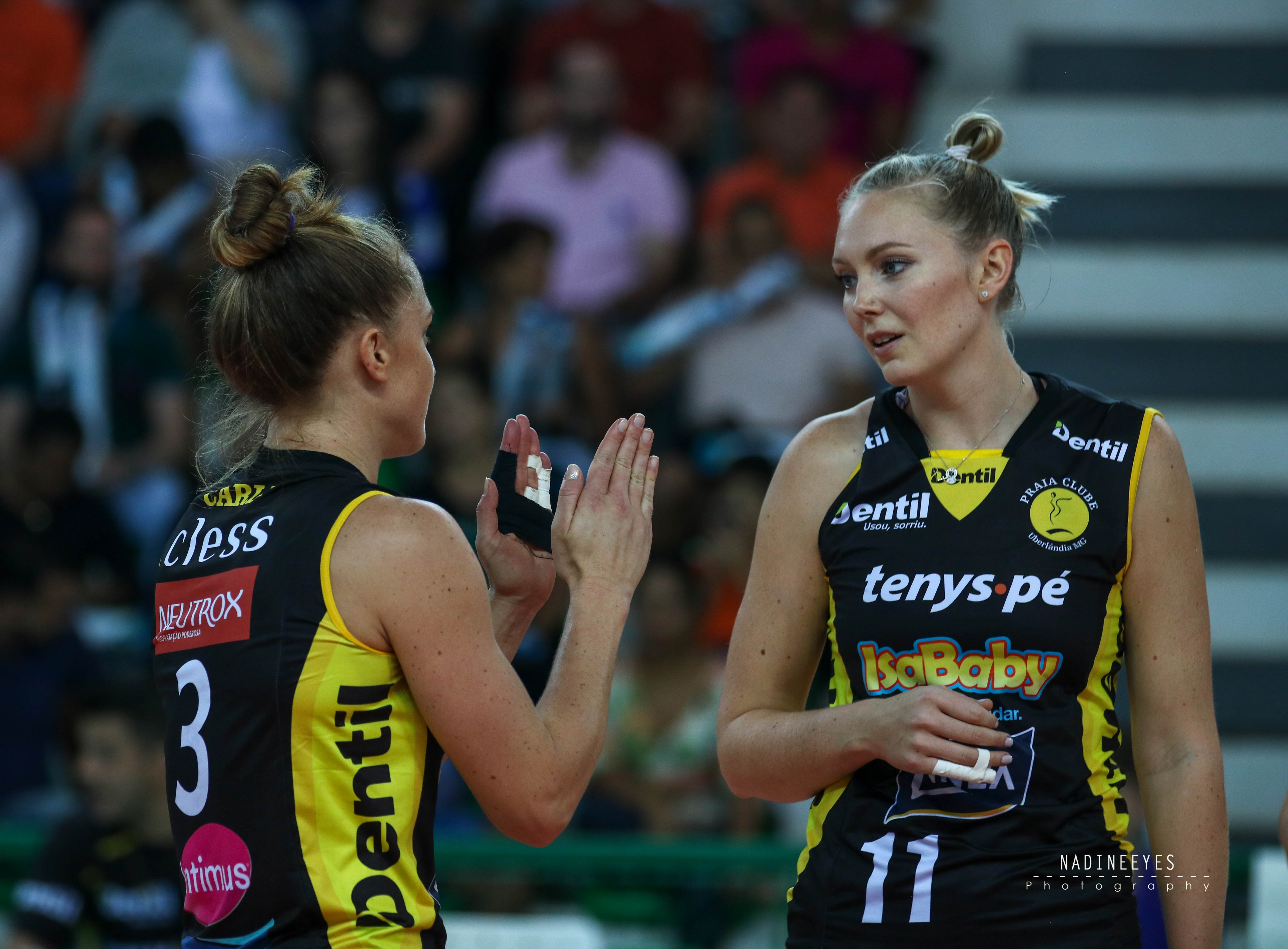
Nicole Fawcett i Carli Lloyd zawodniczkami Dentil/Praia Clube w sezonie 2018/2019

Nicole Fawcett (ur. 16 grudnia 1986) −  amerykańska siatkarka, reprezentantka kraju, grająca na pozycji atakującej. Po ukończeniu sezonu 2019/2020 w brazylijskiej Superlidze w drużynie Dentil/Praia Clube, postanowiła zakończyć siatkarską karierę.
12 lutego 2013 pobiła rekord w liczbie zdobytych punktów przez zawodniczkę w jednym meczu. Jej zespół, Seongnam Korea Expressway Corporation Hi-pass Zenith pokonał Industrial Bank of Korea 3:2, a Fawcett zdobyła 55 punktów. Poprzedni rekord wynosił 54 punkty i należał do Bethanii De La Cruz oraz Madelaynne Montaño.

## Przebieg kariery
| Lata                   | Klub                      |
| ---------------------- | ------------------------- |
| 2005–2008              | Penn State University     |
| 2009                   | Las Gigantes de Carolina  |
| 2010                   | Dinamo-Jantar Kaliningrad |
| 2010–2011              | Minas Tênis Clube         |
| 2011                   | Llaneras de Toa Baja      |
| 2011–2012              | Evergrande Kanton         |
| 2012–2015              | Seongnam KEC              |
| 2014                   | Leonas de Ponce           |
| 2015 (do 29.12.2015)   | Fujian Xi Meng Bao        |
| 2016 (od 04.01.2016)   | Igor Gorgonzola Novara    |
| 2016–2017 (do 01.2017) | Sarıyer Belediyesi SK     |
| 2017 (od 06.01.2017)   | Imoco Volley Conegliano   |
| 2017–2020              | Dentil/Praia Clube        |

## Sukcesy klubowe
Liga uniwersytecka NCAA:
- 2007, 2008

Liga chińska:
- 2012

Liga portorykańska:
- 2014

Liga południowokoreańska:
- 2015

Puchar Włoch:
- 2017

Liga Mistrzyń:
- 2017

Liga brazylijska:
- 2018
- 2019

Superpuchar Brazylii:
- 2018, 2019

Klubowe Mistrzostwa Ameryki Południowej:
- 2019, 2020

## Sukcesy reprezentacyjne
Final Four Cup:
- 2009

Volley Masters Montreux:
- 2010

Grand Prix:
- 2010

Puchar Panamerykański:
- 2012, 2013
- 2011

Mistrzostwa Ameryki Północnej, Środkowej i Karaibów:
- 2013, 2015

Puchar Wielkich Mistrzyń:
- 2013

Mistrzostwa Świata:
- 2014

Igrzyska Panamerykańskie:
- 2015

Puchar Świata:
- 2015

## Nagrody indywidualne
- 2013: Najlepsza serwująca i atakująca Ligi Korei Południowej
- 2013: MVP i najlepsza zagrywająca Pucharu Panamerykańskiego
- 2015:  Najlepsza atakująca Igrzysk Panamerykańskich
- 2015: MVP Mistrzostw Ameryki Północnej, Środkowej i Karaibów